# Emmanuel Lubezki
Emmanuel Lubezki Morgenstern (Città del Messico, 30 novembre 1964) è un direttore della fotografia messicano.
È l'unica persona ad aver vinto per tre volte consecutive il Premio Oscar alla migliore fotografia (nel 2014, per Gravity; nel 2015, per Birdman; e nel 2016, per Revenant - Redivivo).

## Biografia
Candidato otto volte all'Oscar per la migliore fotografia, lo ha vinto in tre occasioni. Ha inoltre vinto per ben tre volte il Premio Osella per il migliore contributo tecnico alla Mostra internazionale d'arte cinematografica di Venezia, oltre a quattro Premi BAFTA.
Tre delle candidature ricevute agli Oscar erano per film del regista messicano Alfonso Cuarón, vale a dire per La piccola principessa (1995), per I figli degli uomini (2006) e infine per Gravity (2013), grazie al quale viene premiato con l'Oscar alla migliore fotografia. Le altre candidature sono arrivate in due occasioni per Il mistero di Sleepy Hollow di Tim Burton (1999), per i film di Terrence Malick con The New World - Il nuovo mondo (2005) e The Tree of Life (2011) e infine in altre due occasioni per film di Alejandro González Iñárritu, Birdman (2014) e Revenant- Redivivo (2015), con cui vinse il secondo e il terzo Oscar.

## Filmografia

### Cinema
- Bandidos, regia di Luis Estrada (1991)
- Uno per tutte (Solo con tu pareja), regia di Alfonso Cuarón (1991)
- Come l'acqua per il cioccolato (Como agua para chocolate), regia di Alfonso Arau (1992)
- The Harvest, regia di David Marconi (1992)
- Un pezzo da 20 (Twenty Bucks), regia di Keva Rosenfeld (1993)
- Miroslava, regia di Alejandro Pelayo (1993)
- Giovani, carini e disoccupati (Reality Bites), regia di Ben Stiller (1994)
- Ámbar, regia di Luis Estrada (1994)
- La piccola principessa (The Little Princess), regia di Alfonso Cuarón (1995)
- Il profumo del mosto selvatico (A Walk in the Clouds), regia di Alfonso Arau (1995)
- Piume di struzzo (The Birdcage), regia di Mike Nichols (1996)
- Paradiso perduto (Great Expectations), regia di Alfonso Cuarón (1998)
- Vi presento Joe Black (Meet Joe Black), regia di Martin Brest (1998)
- Il mistero di Sleepy Hollow (Sleepy Hollow), regia di Tim Burton (1999)
- Le cose che so di lei (Things You Can Tell Just by Looking at Her), regia di Rodrigo García (2000)
- Y tu mamá también - Anche tua madre (Y tu mamá también), regia di Alfonso Cuarón (2001)
- Alì (Ali), regia di Michael Mann (2001)
- Tecniche di seduzione (De Mesmer, con amor o Té para dos), regia di Salvador Aguirre e Alejandro Lubezki (2002) - cortometraggio
- Il gatto... e il cappello matto (The Cat in the Hat), regia di Bo Welch (2003)
- The Assassination (The Assassination of Richard Nixon), regia di Niels Mueller (2004)
- Lemony Snicket - Una serie di sfortunati eventi (Lemony Snicket's A Series of Unfortunate Events), regia di Brad Silberling (2004)
- The New World - Il nuovo mondo (The New World), regia di Terrence Malick (2005)
- I figli degli uomini (Children of Men), regia di Alfonso Cuarón (2006)
- Anna, episodio di Chacun son cinéma, regia di Alejandro González Iñárritu (2007)
- Burn After Reading - A prova di spia (Burn After Reading), regia di Joel ed Ethan Coen (2008)
- The Tree of Life, regia di Terrence Malick (2011)
- To the Wonder, regia di Terrence Malick (2012)
- Gravity, regia di Alfonso Cuarón (2013)
- Birdman, regia di Alejandro González Iñárritu (2014)
- Gli ultimi giorni nel deserto (Last Days in the Desert), regia di Rodrigo García (2015)
- Knight of Cups, regia di Terrence Malick (2015)
- Revenant - Redivivo (The Revenant), regia di Alejandro González Iñárritu (2015)
- Song to Song, regia di Terrence Malick (2017)
- Carne y Arena, regia di Alejandro González Iñárritu (2017) - cortometraggio
- Amsterdam, regia di David O. Russell (2022)

### Televisione
- Hora Marcada - serie TV, 8 episodi (1989-1990)
- Fallen Angels - serie TV, episodio 1x03-1x05 (1993)
- Disclaimer - La vita perfetta – miniserie TV, 8 puntate, regia di Alfonso Cuarón (2024)

## Riconoscimenti
- Premi Oscar
  - 1995 - Candidatura alla migliore fotografia per La piccola principessa
  - 1999 - Candidatura alla migliore fotografia per Il mistero di Sleepy Hollow
  - 2005 - Candidatura alla migliore fotografia per The New World
  - 2007 - Candidatura alla migliore fotografia per I figli degli uomini
  - 2011 - Candidatura alla migliore fotografia per The Tree of Life
  - 2014 - Migliore fotografia  per Gravity
  - 2015 - Migliore fotografia per Birdman
  - 2016 - Migliore fotografia per Revenant - Redivivo